# Sonnenzeiger
Die Sonnenzeiger (Trithemis) sind eine aus 42 Arten bestehende Libellengattung der Unterfamilie Trithemistinae, die 1868 von Brauer aufgestellt wurde. Bis auf wenige Ausnahmen sind die Arten der Gattung in Afrika beheimatet.

## Merkmale
Die Sonnenzeiger sind mittelgroße Libellen mit teilweise sehr auffällig gefärbten Männchen. Das Farbspektrum der Arten reicht von Rot bis zu einem intensiven Violett, das sich durch das Zusammenspiel mit einer dünnen blauen Wachsbereifung ergibt. Ebenso sind schwarze und gelb-schwarz gemusterte Arten vertreten. Die Weibchen sind meist in gedeckten Braun-Gelbtönen gefärbt. Rot gefärbte Männchen können Sympetrum- und Crocothemis-Arten ähneln.
Bei den Sonnenzeigern sind die Komplexaugen auf einer kurzen Strecke verbunden und besitzen keine Erweiterung am Schläfenrande. Der Hinterrand des Prothoraxes ist dreilappig, wobei der Mittellappen klein und ganz ist. Der Hinterleib (Abdomen) ist schmal, gedrückt oder dreiseitig und wird nach unten hin etwas blasig. Die Genitalien treten am zweiten Segment hervor. Der äußerste Ast des Hamulus ist sehr kurz und der Lobus meist schmal und sichelförmig. Bei den Weibchen ist die Scheide unbedeckt und die Seiten des achten Segmentes nicht erweitert. Die Flügel sind meist spitz. Das hintere Flügelpaar verbreitert sich am Ansatz. Die Zahl der Antenodaladern liegt über neun. Die Flügeladerung ist beim Männchen meist einfarbig rot oder schwarz. Das Flügelmal (Pterostigma) ist zuweilen sehr lang und länglich viereckig. Die Hinterleibsanhänge sind kurz.

## Lebensweise
Sonnenzeiger sind sehr tolerant gegenüber Hitze. Die Libellen nehmen dann eine Haltung ein, in der sie die Flügel nach unten drücken und das Abdomen vertikal zur Sonne zeigt. Diese Obelisk-Stellung genannte Position brachte ihnen auch den deutschen Trivialnamen ein, der auf die mit ihrem Abdomen genau auf die Sonne ausgerichteten Libellen anspielt.
Mit Ausnahme von Trithemis pallidinervis stellen Sonnenzeigerarten die Flügel nach vorne, wenn sie sich absetzen.

## Systematik

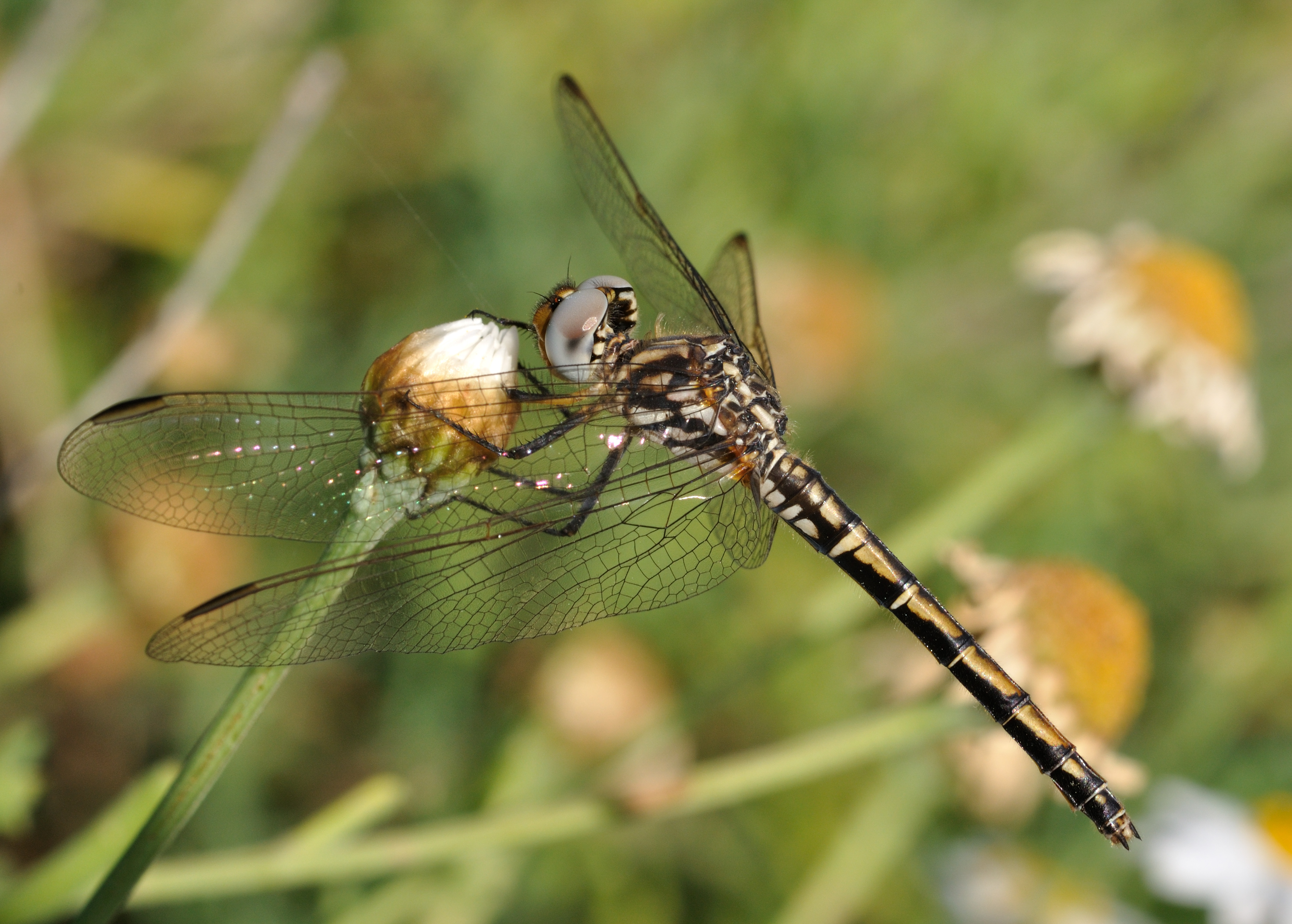
Rotader-Sonnenzeiger (Trithemis arteriosa)

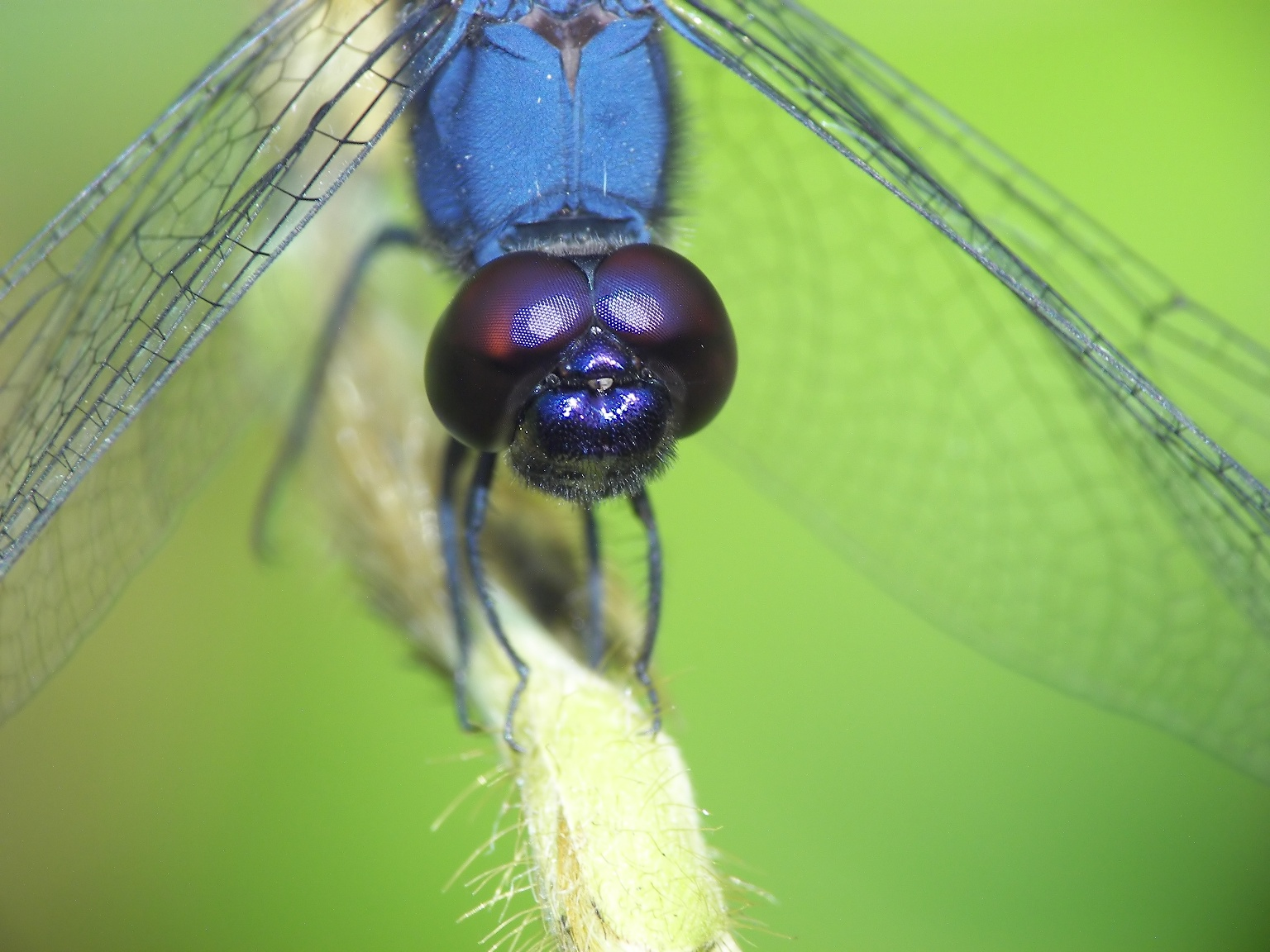
Schwarzer Sonnenzeiger (Trithemis festiva)

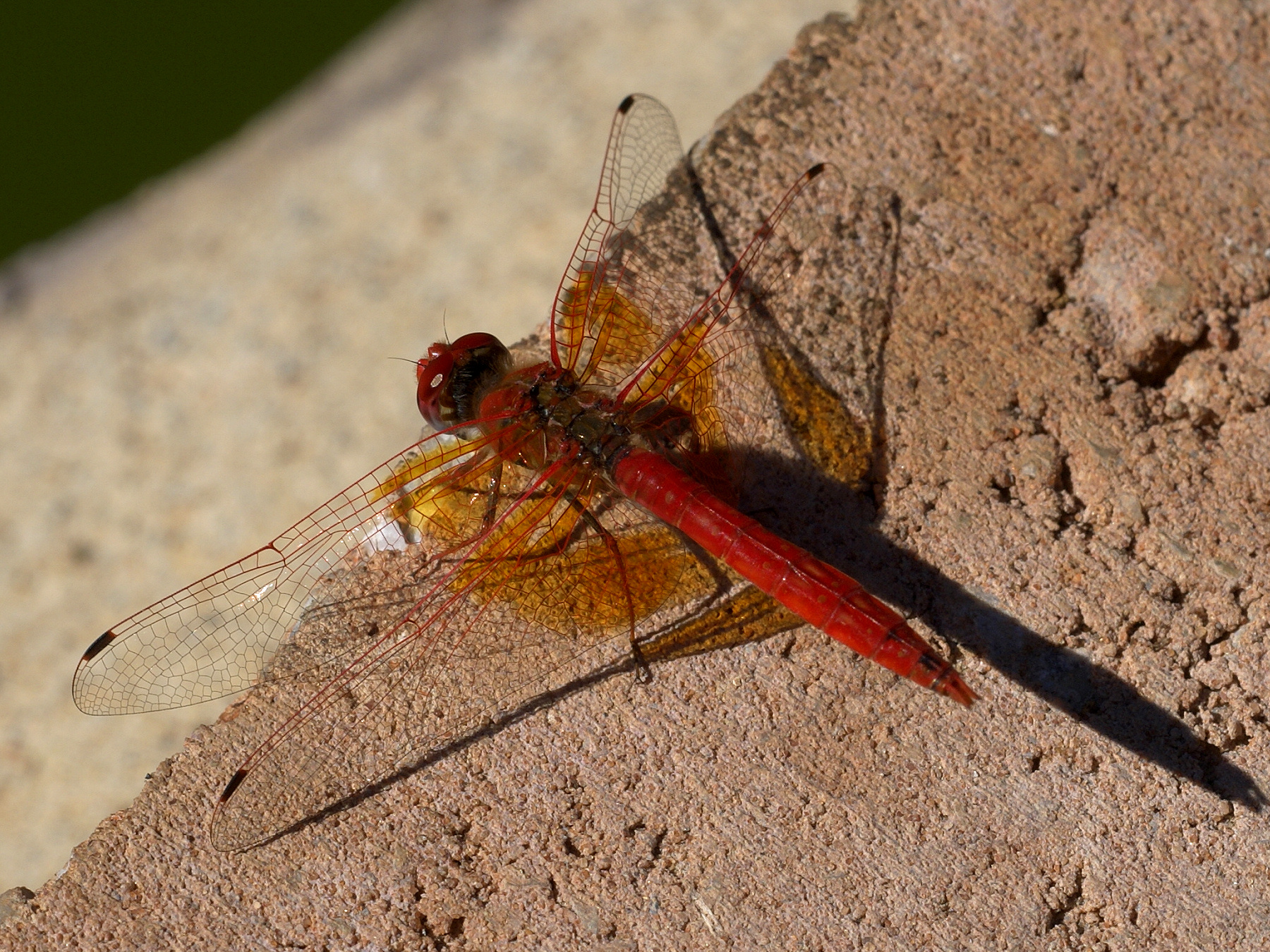
Gefleckter Sonnenzeiger (Trithemis kirbyi)

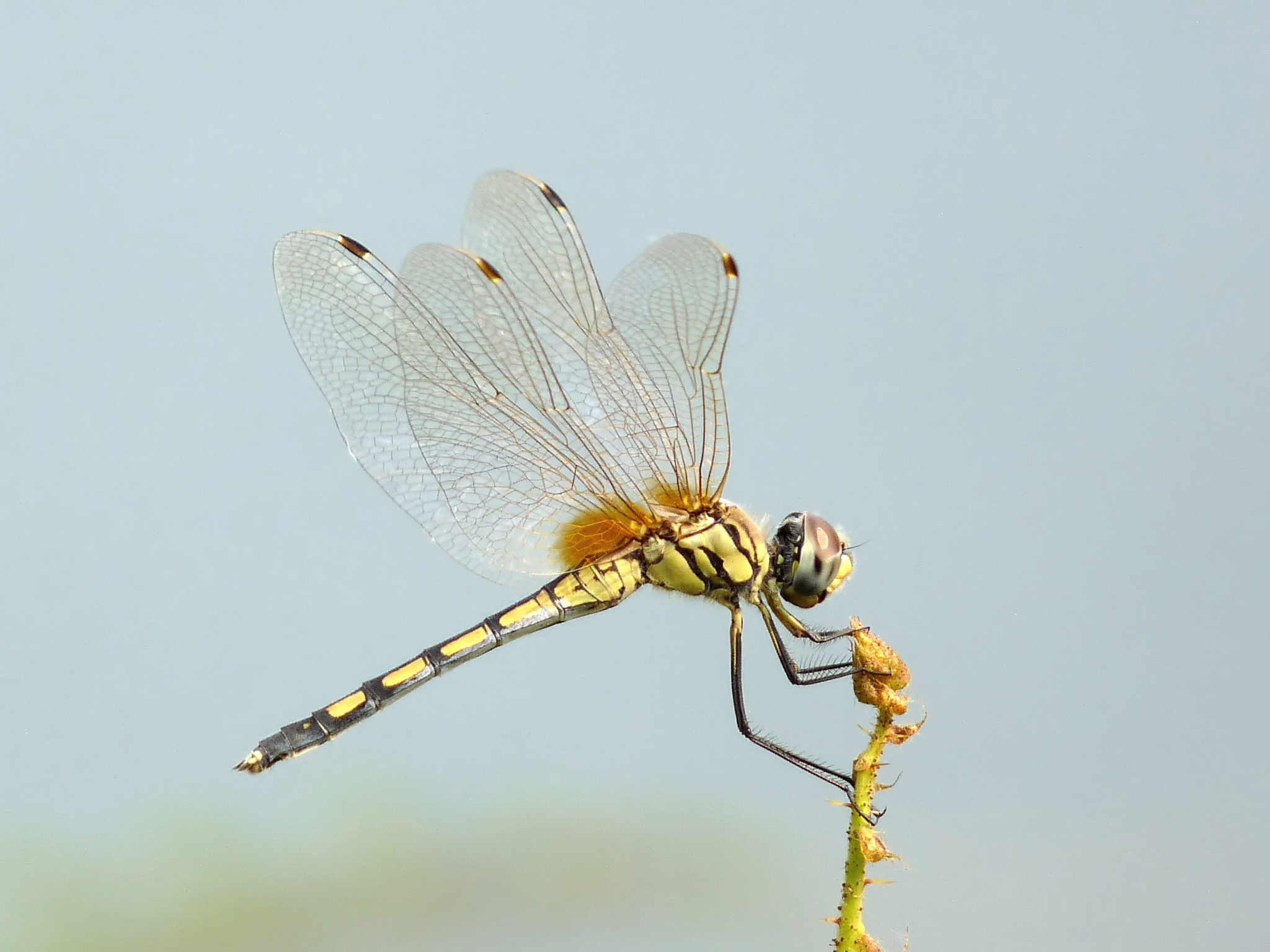
Trithemis pallidinervis

Die Gattung wurde erstmals 1868 anhand der Libellula aurora durch Brauer eingerichtet. Heute besteht die Gattung aus folgenden Arten:
- Trithemis aconita
- Trithemis aenea
- Trithemis aequalis
- Trithemis africana
- Violetter Sonnenzeiger (Trithemis annulata)
- Trithemis anomala
- Rotader-Sonnenzeiger (Trithemis arteriosa)
- Trithemis aurora Purpursonnenzeiger (Trithemis aurora)
- Trithemis basitincta
- Trithemis bifida
- Trithemis bredoi
- Trithemis brydeni
- Trithemis congolica
- Trithemis dejouxi
- Trithemis dichroa
- Trithemis donaldsoni
- Trithemis dorsalis
- Trithemis ellenbeckii

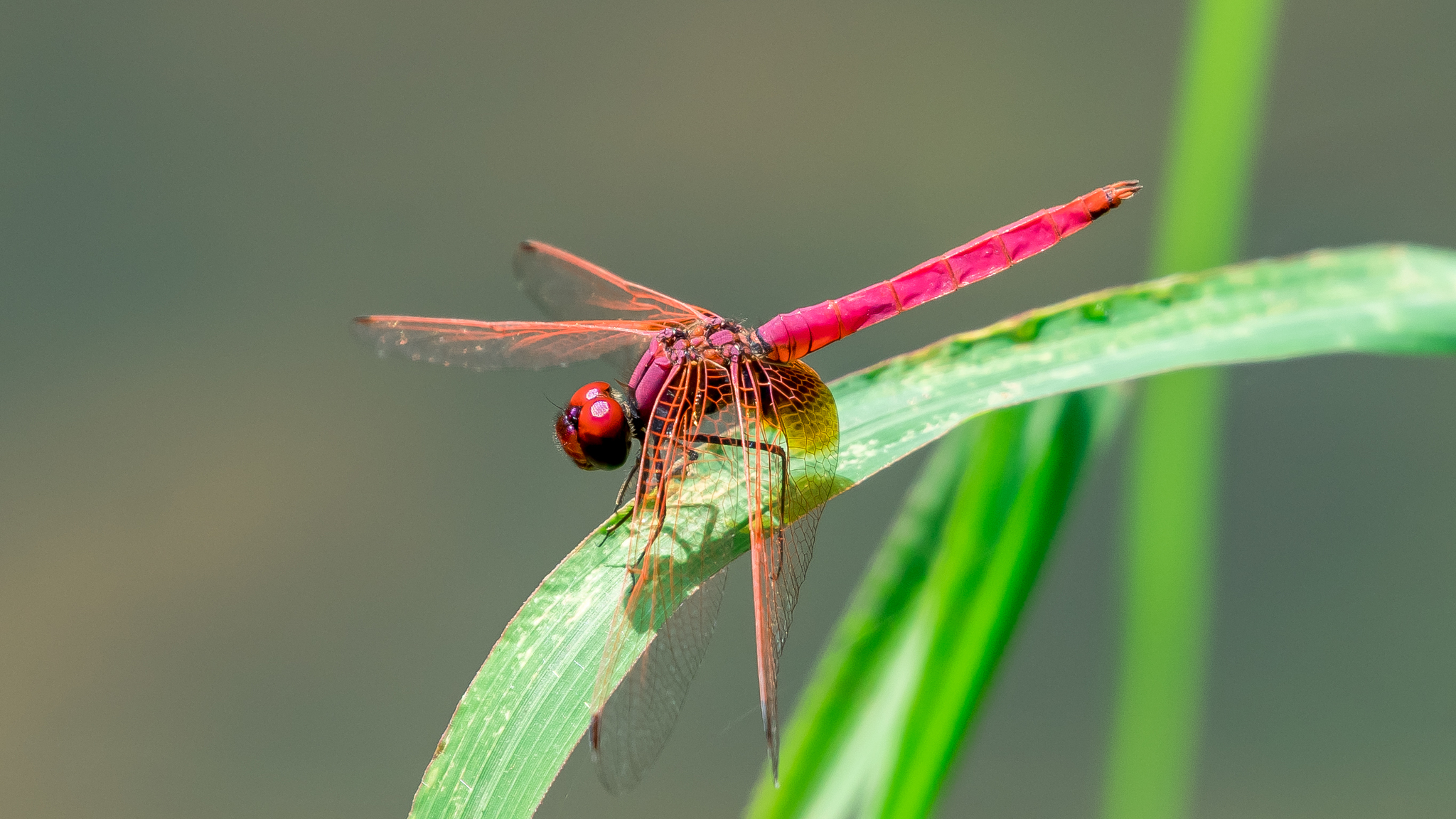
Purpursonnenzeiger (Trithemis aurora)

- Schwarzer Sonnenzeiger (Trithemis festiva)
- Trithemis fumosa
- Trithemis furva
- Trithemis grouti
- Trithemis hartwigi
- Trithemis hecate
- Trithemis imitata
- Trithemis integra
- Trithemis kalula
- Gefleckter Sonnenzeiger (Trithemis kirbyi)
- Trithemis lilacina
- Trithemis monardi
- Trithemis morrisoni
- Trithemis nigra
- Trithemis nuptialis
- Trithemis osvaldae
- Trithemis pallidinervis
- Trithemis palustris
- Trithemis persephone
- Trithemis pluvialis
- Trithemis pruinata
- Trithemis selika
- Trithemis stictica
- Trithemis werneri